# NHK 기타미 방송국

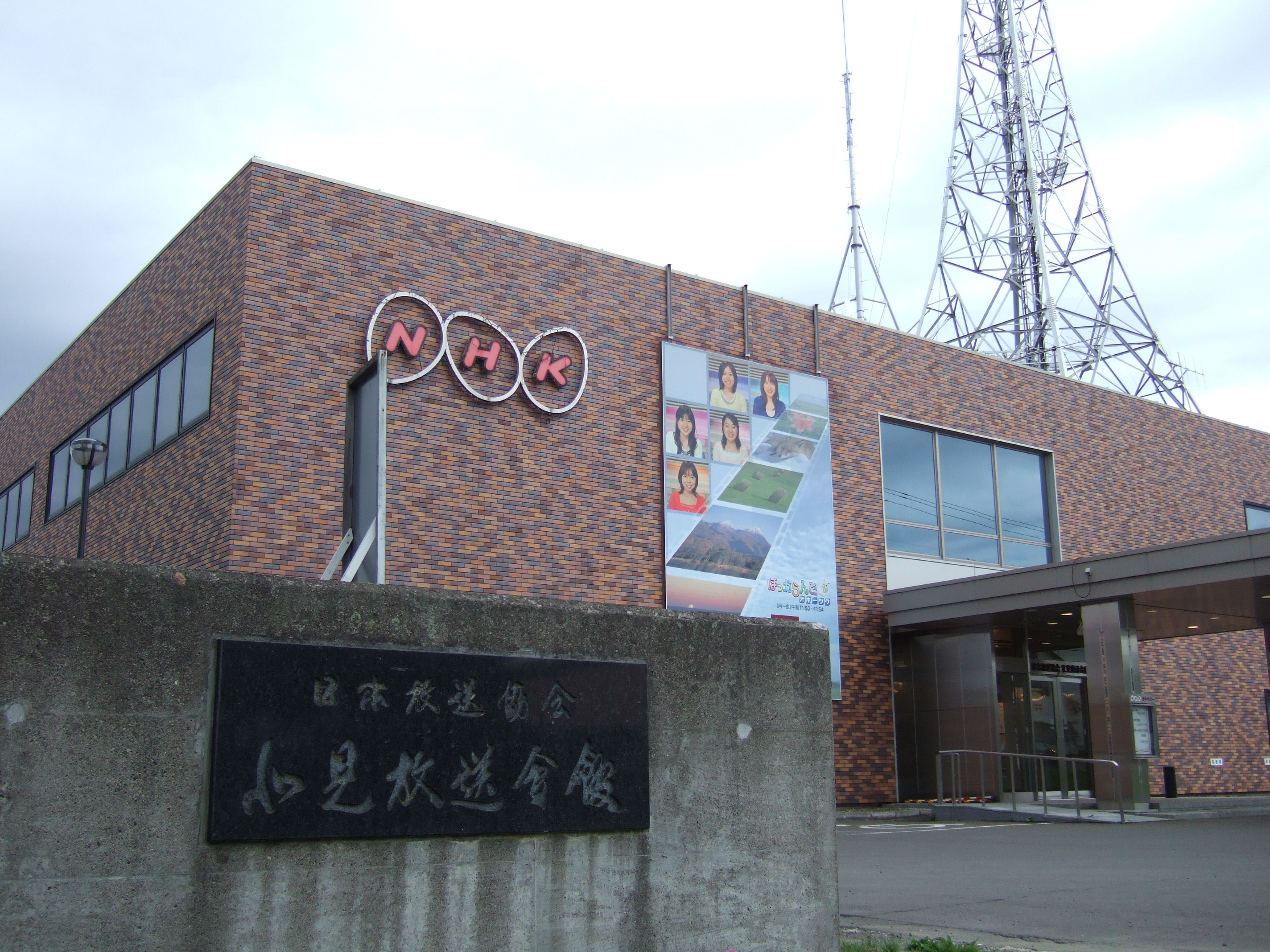
NHK 기타미 방송국

NHK 기타미 방송국(北見 放送局)은 아바시리 지청을 방송구역으로 하는 NHK의 지역방송국이며 중파·FM라디오·텔레비전 방송을 담당하고 있다.

## 개요
- 1988년 일본방송협회의 군소방송국 통폐합 처리 당시 NHK 아사히카와 방송국과 통합될뻔한 적이 있다.

## 채널·주파수
- 종합 텔레비전 기타미본국 18ch(JOKP-DTV)
- 교육 텔레비전 기타미본국 13ch(JOKD-DTV)
- 라디오 제1방송 기타미본국 1188kHz 10kw(콜사인 JOKP)
- 라디오 제2방송 기타미본국 702kHz 10kw(콜사인 JOKD)
- FM방송 기타미본국 86.0MHz　250w(콜사인 JOKP-FM)

## 홋카이도에 있는 다른 텔레비전·라디오 방송국

### NHK
- NHK 삿포로 방송국(홋카이도 지역 거점 방송국)
- NHK 하코다테 방송국
- NHK 아사히카와 방송국
- NHK 무로란 방송국
- NHK 오비히로 방송국
- NHK 구시로 방송국

### 민영 방송국
- 삿포로 TV 방송(STV)(TV는 니혼 TV 계열, 라디오는 NRN 계열이며 라디오 부문은 현재 분사화하여 STV라디오로 불림)
- 홋카이도 방송(HBC)(TV는 도쿄 방송 계열, 라디오는 JRN·NRN계열)
- 홋카이도 분카 방송(uhb)(후지 TV 계열)
- 홋카이도 TV 방송(HTB)(TV 아사히 계열)
- TV 홋카이도(TVh)(TV 도쿄 계열)
- FM홋카이도(JFN 계열)
- FM노스웨이브(JAPAN FM LEAGUE 계열)